# Tour de Tarn-et-Garonne
Le Tour de Tarn-et-Garonne est une épreuve cycliste créée en 1987 et organisée depuis par l'US Montauban Cyclisme 82. Elle se dispute aux alentours de Montauban et fait partie du Calendrier National FFC sous l'appellation « Elite Open ». La course, par son ancienneté, son organisation, son parcours et son palmarès fait partie des épreuves phares au calendrier amateurs du Sud-Ouest. Néanmoins, elle est ouverte aux coureurs professionnels. Ces derniers sont relativement nombreux au palmarès; ils sont à ce jour plus d'une centaine de dix nationalités différentes à avoir participé à la course. Par le passé disputée sous la forme d'une course par étapes, elle semble se pérenniser au format d'une classique d'un jour. La distance varie selon le parcours, qui est modifié chaque année, mais est le plus souvent comprise entre 130 et 180 kilomètres. L'épreuve se déroule au printemps, entre les mois d'avril et de juin selon les années. 

## Histoire
Le Tour de Tarn-et-Garonne voit le jour au printemps 1987, sous l'initiative de Max Carcy, président de l'US Montauban Cyclisme 82. L'objectif est de doter le département d'une épreuve cycliste de haut niveau, vitrine de la discipline en Tarn-et-Garonne. L'épreuve arpente les routes montalbanaises à travers la Lomagne, le Quercy et les Gorges de l'Aveyron. Néanmoins, deux éditions avaient été organisées en 1957 et 1958, en trois étapes chacune. Nardi et Pineau l'avaient respectivement emporté, mais il n'y eut pas de troisième édition.  Elle attire dès sa recréation les meilleurs coureurs de la région et le francilien Jean-Charles Bessard ouvre le palmarès de la course.

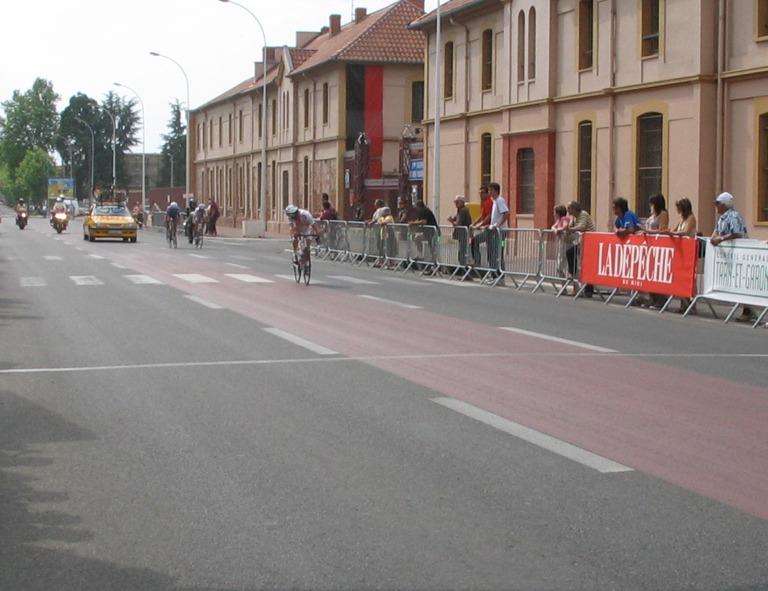
L'arrivée du Tour de Tarn-et-Garonne 2005, Cours Foucaut à Montauban.

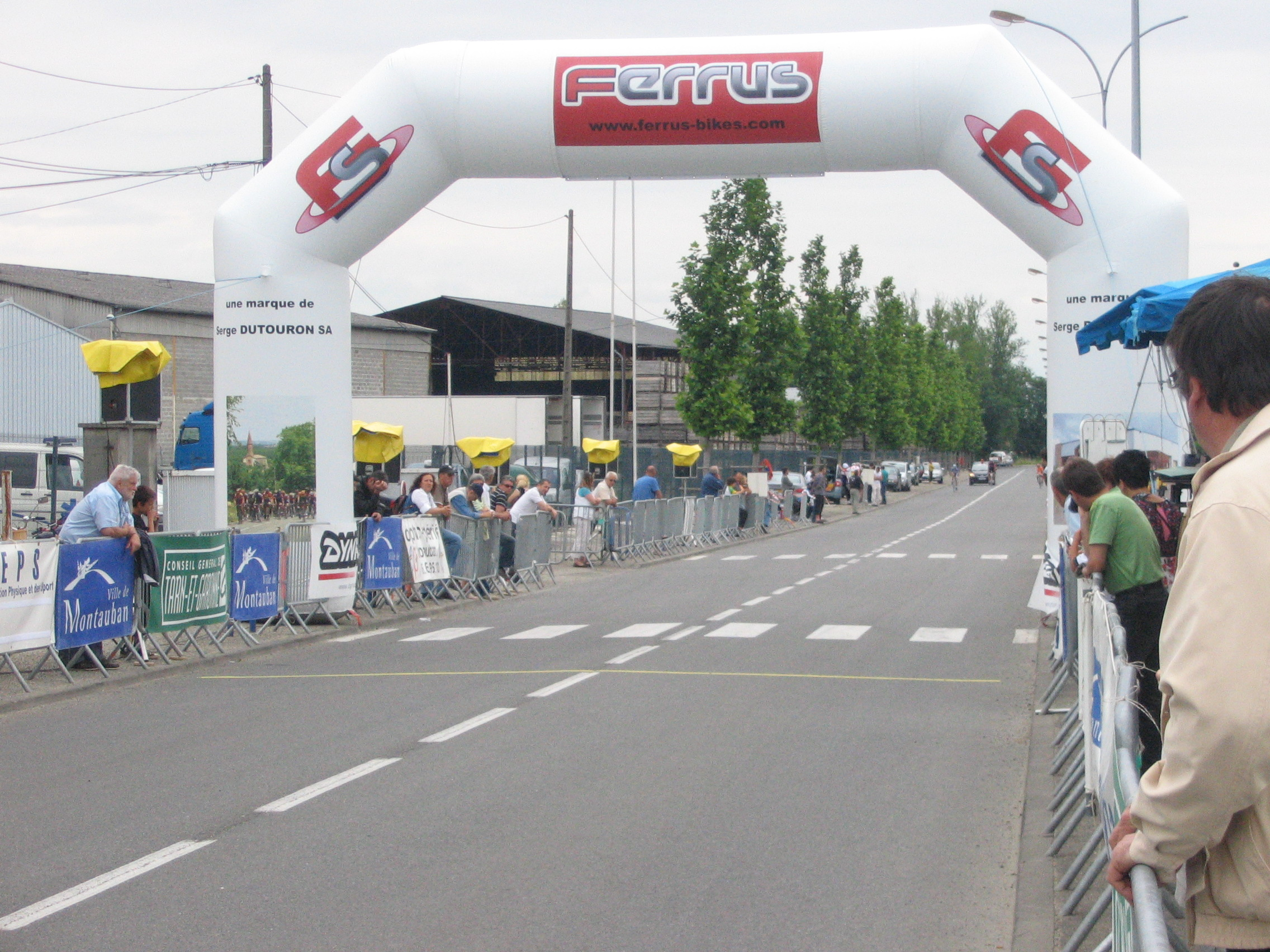
La ligne d'arrivée du Tour de Tarn-et-Garonne 2008, Boulevard de Chantilly à Montauban.

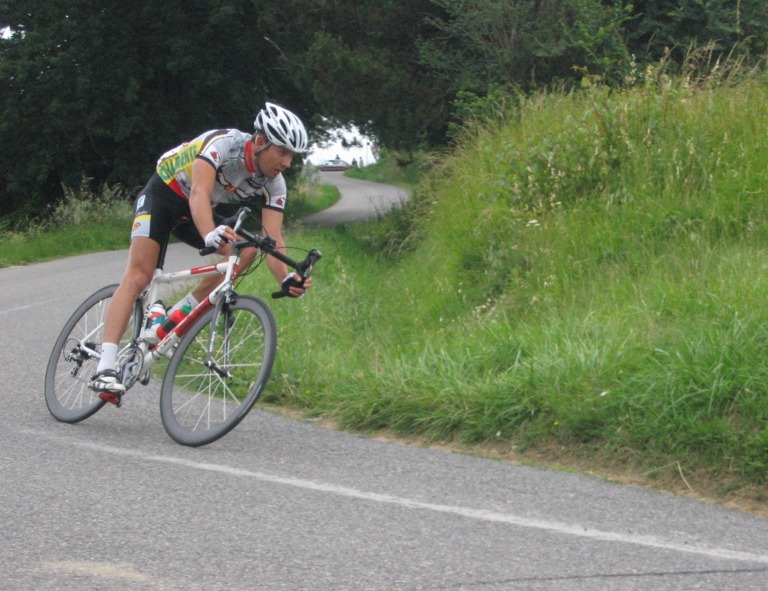
Charly Lebrun, dans la descente de la Côte de Vialette, file vers la victoire au Tour de Tarn-et-Garonne 2008.

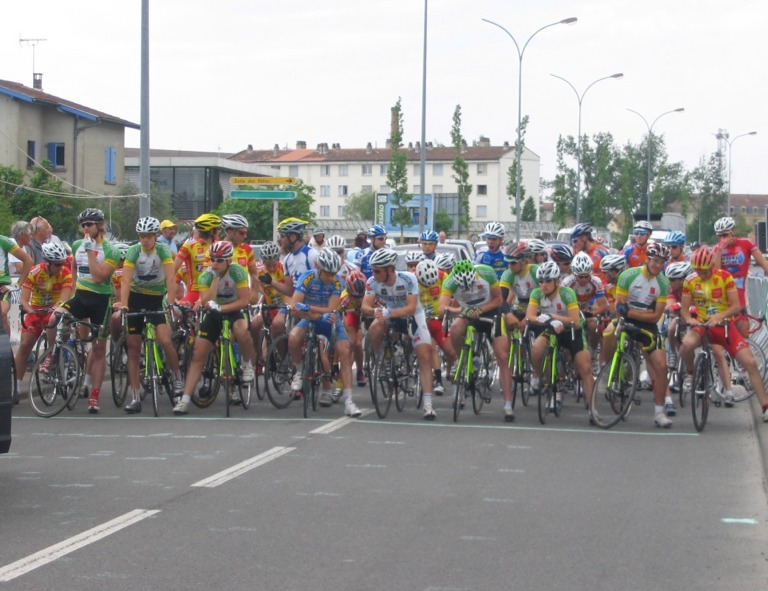
Départ du Tour de Tarn-et-Garonne 2007 à Montauban.

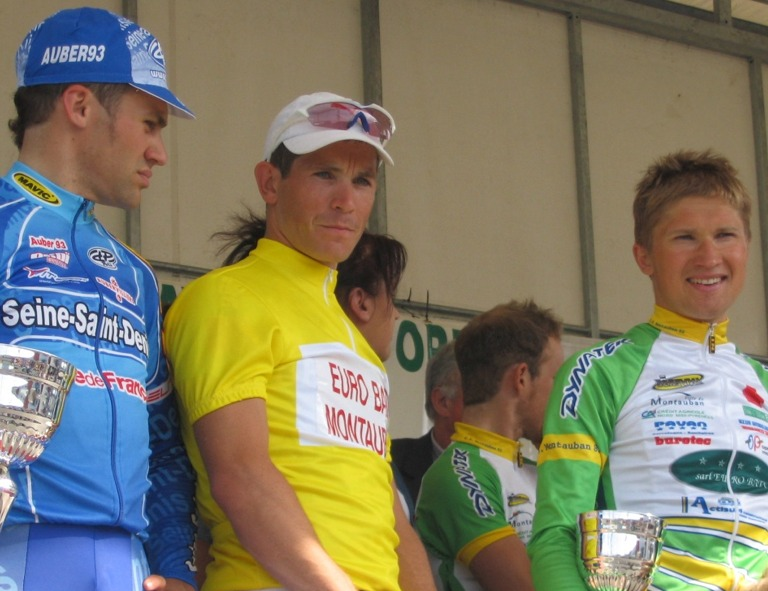
Le podium du Tour de Tarn-et-Garonne 2007 : Jean Mespoulède, Jean-Luc Delpech et Gregorz Kwiatkowski.

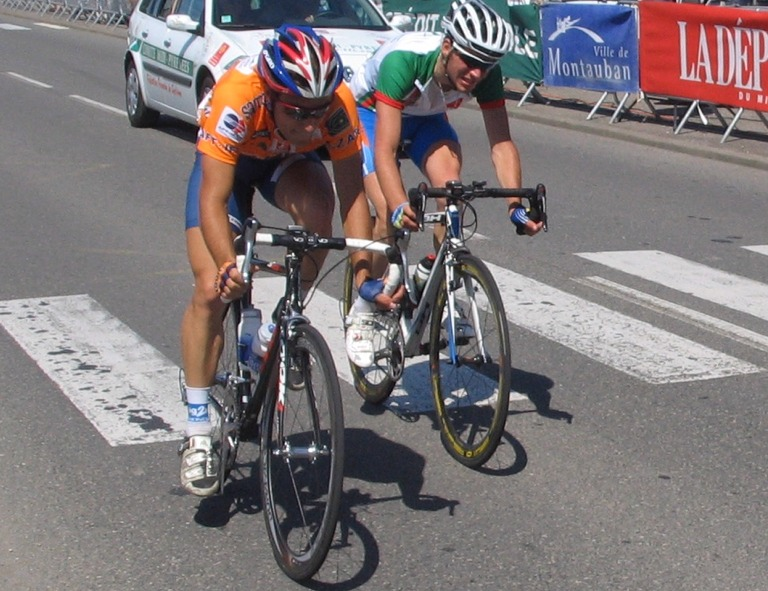
Rémi Badoc et Yoann Barbas dans les derniers kilomètres du Tour de Tarn-et-Garonne 2009.

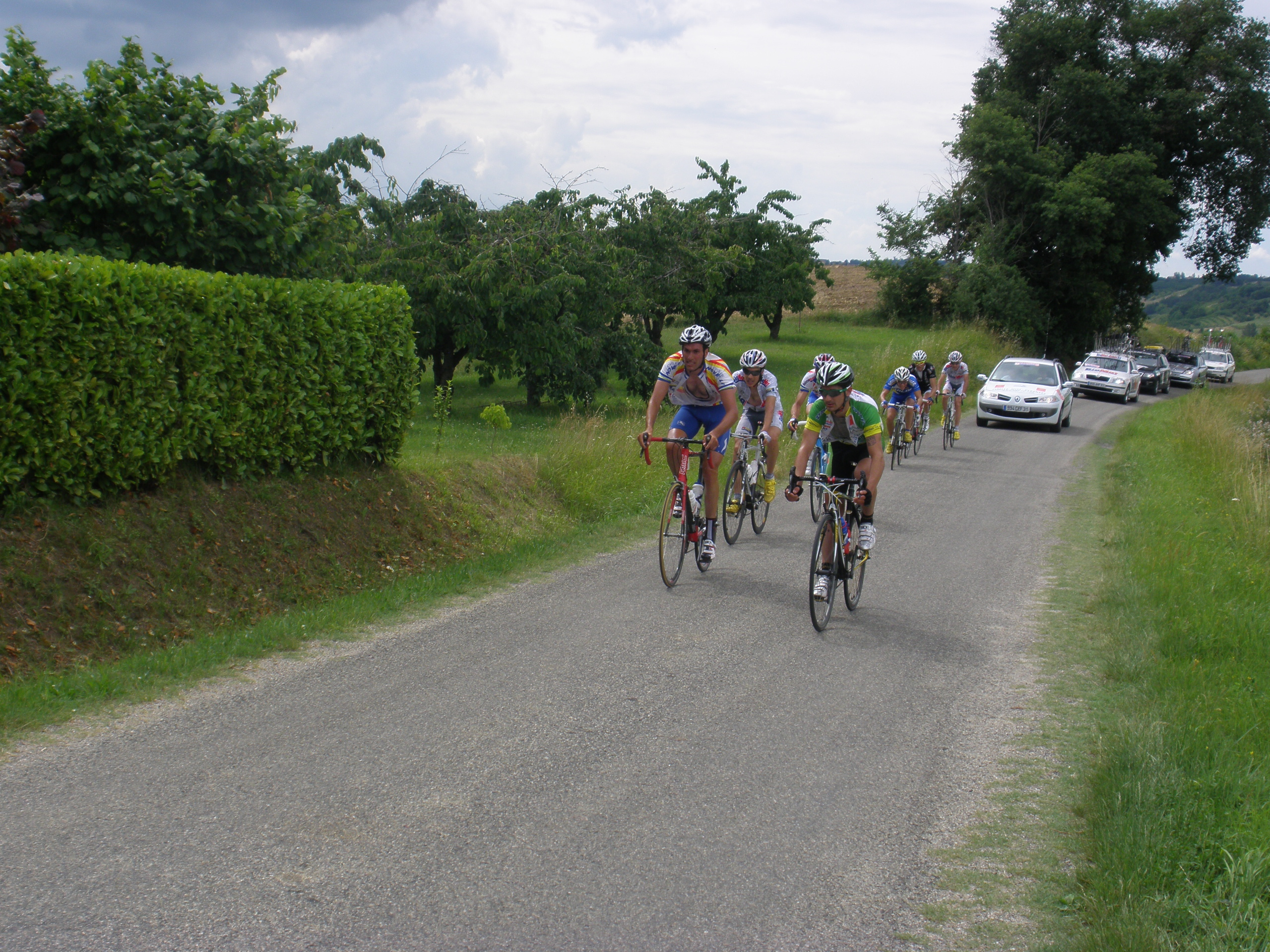
L'échappée victorieuse lors du Tour de Tarn-et-Garonne 2010 grimpe au sommet de la côte de Vialette.

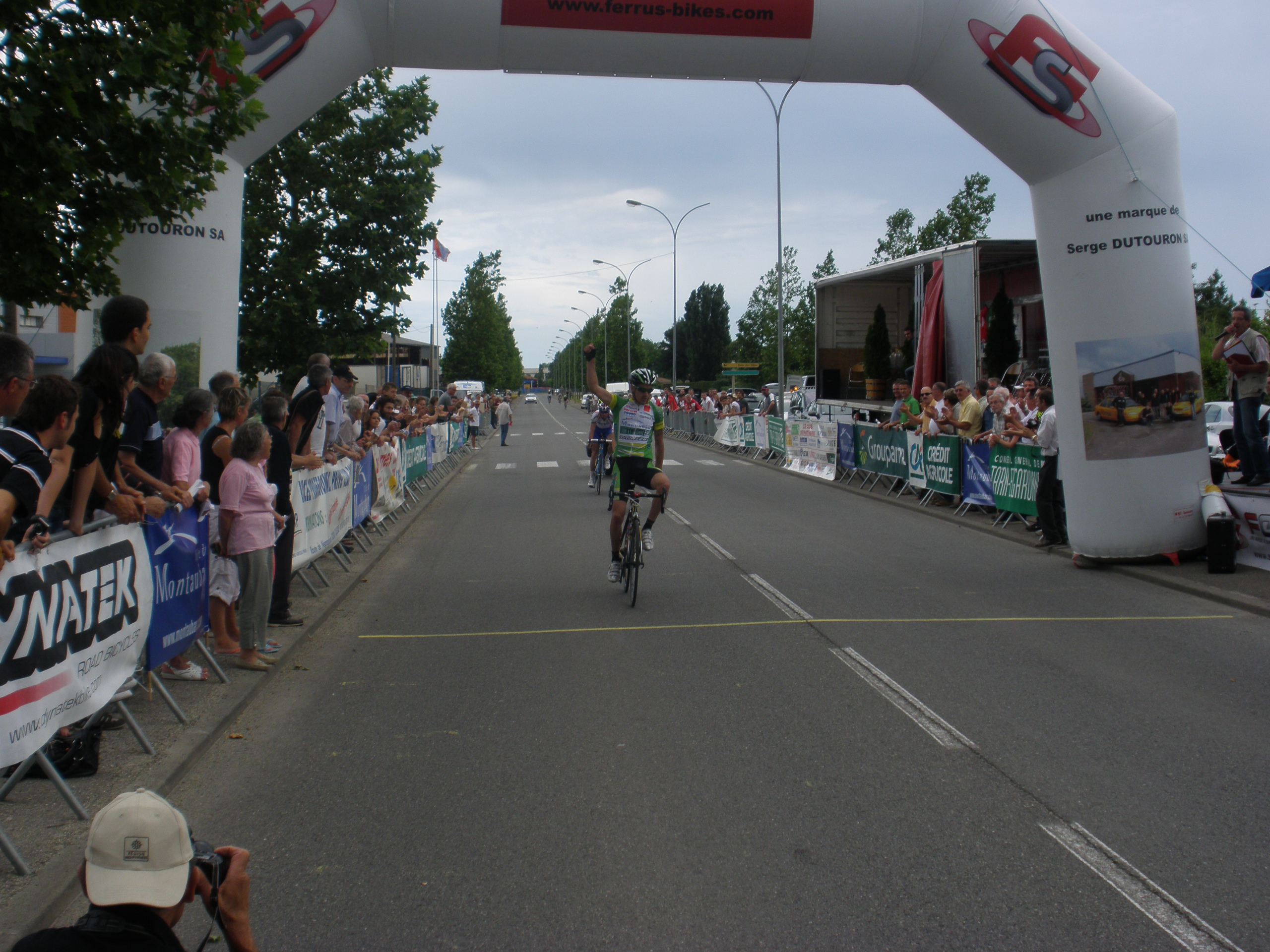
Carl Naibo s'impose devant Julien Mazet, Yohan Cauquil et Jean Mespoulède lors de l'édition 2010.

Dès 1988, la notoriété de l'épreuve s'accroît fortement et c'est l'ancien coureur professionnel auvergnat Marcel Karkinger qui l'emporte. Six ans plus tôt, il épaulait Sean Kelly dans le peloton international. Le Tour de Tarn-et-Garonne semble avoir assuré sa pérennité avec ce succès prestigieux. Toutefois, la course ne s'est pas encore internationalisée. Il faudra attendre 1990 pour voir un étranger s'imposer. Le polonais Czeslaw Rajch ouvre la voie au danois Thomas Bay, qui lui succède en 1991.
À l'aube des années 1990, le jeune et prometteur coureur pyrénéen Laurent Roux écrit la première grande ligne de son palmarès sur les routes Tarn-et-Garonnaises ; il passe professionnel dans la foulée, preuve concrète de la notoriété grandissante de l'épreuve. En 1998, Walter Bénéteau fait de même. Cette même année, le Tour de France fait escale à Montauban. La course organisée par Max Carcy revêt donc le statut de répétition générale. L'arrivée est identique à celle des coureurs professionnels, jugée à l'issue d'une ligne droite de deux kilomètres, au Cours Foucaut, où le Monument aux Morts d'Antoine Bourdelle trône. L'année suivante, en 1999, un plateau international (CC El Arenal Mallorca) et pas moins de quatre étapes sont au programme : une boucle autour de Moissac, une étape entre Moissac et Septfonds, puis une autre boucle autour de Septfonds encore, et enfin une dernière étape entre Montbeton et Donzac. Dans les difficiles Gorges de l'Aveyron, qui tendent à devenir un classique de l'épreuve, Ludovic Turpin (CC Étupes) le grimpeur l'emporte dans la deuxième semi-étape ralliant Septfonds. Franck Champeymont est en tête de la course, profitant ainsi de la crevaison la veille de son principal adversaire Nicolas Dumont. On pense la course d'ores et déjà jouée quand Champeymont est exclu dès le lendemain à cause d'un hématocrite supérieur à 50 %, à l'image de Marco Pantani quelques jours auparavant sur le Tour d'Italie. Malheureux la veille, Dumont, victime d'un fait de course, prend la tête du général (il était deuxième à 30 secondes au général) et l'emporte finalement le lendemain à Donzac, au pied de la centrale nucléaire de Golfech.
Épreuve devenue incontournable dans tout le Midi, la course à étapes traverse une autre épreuve en l'an 2000. En effet, faute de moyens financiers suffisants, le Tour de Tarn-et-Garonne n'est pas organisé cette année-là. Trois années plus tard, la compétition est de nouveau en proie à de graves difficultés. Max Carcy invoque les mêmes raisons : difficultés croissantes d'organisation et baisse sensible des budgets alloués au club. Ce dernier promet cependant de se rattraper l'année suivante en innovant.
En 2002, profitant d'un budget plus important avec l'arrivée d'un nouveau sponsor, le Syndicat des bananes de Guadeloupe, la course est de nouveau organisée sur six jours avec pas moins de six étapes, avec l'aide néanmoins du club guadeloupéen le Rayon d'argent. La course revêt « un parfum exotique » selon La Dépêche du Midi. En effet, la course porte cette année-là appellation de « Tour de Tarn-et-Garonne et Grand-Prix de la banane Guadeloupe ». Cette édition est atypique et exceptionnelle dans l'histoire de la course. L'épreuve s'exporte pour la première et dernière fois par delà les limites du département : la première étape par exemple mène les coureurs de Montauban jusqu'à Virac dans le Tarn sur une distance de 150 kilomètres. La course traverse une nouvelle fois les Gorges de l'Aveyron et propose un parcours parmi les plus difficiles jamais proposés sur l'épreuve. De même, la deuxième étape quant à elle ne fait que traverser de part en part le Tarn-et-Garonne, puisqu'elle s'élance du Tarn encore, plus précisément à Albi, pour arriver en Lot-et-Garonne, à Agen, au terme d'une étape plate de 96 kilomètres. Par la suite, on note une étape contre la montre par équipes dans le Gers à Fleurance, une étape dans les environs de Tarbes et un retour sur le Tarn-et-Garonne avec une arrivée finale à Montauban. Le polonais et coureur du club organisateur, l'US Montauban, Thomasz Kaszuba, l'emporte avec autorité au général devant deux autres coureurs de renom : le vététiste Christophe Dupouey et le Britannique Paul Manning.
Après les heures fastes de 2002, la course se maintient à un bon niveau en 2004. Par le passé disputée entre trois et six jours, l'épreuve se mute en course à étapes de deux journées pour cause de réduction budgétaire. Malgré ce changement, l'UCI accorde à la course le statut « Internationale Open 2.6 ». Désormais, le plateau au départ prend une nouvelle envergure. On note la présence du Crédit Agricole Espoirs, de BigMat-Auber 93, d'Agritubel, du Team Eddy Merckx, de l'AC Luc Leblanc, de l'AC Sparta Praha Cycling, du Team Bridgestone mais aussi de la renommée équipe nationale russe. À ces huit équipes professionnelles GS III (troisième division mondiale), il faut rajouter la traditionnelle participation des clubs locaux : bien entendu l'US Montauban Cyclisme 82, mais aussi le GSC Blagnac, le CC Marmande, le CC Périgueux et le CA Castelsarrasin du double Champion de France Didier Rous. Le Samedi 12 juin 2004, la première étape rallie Montauban à Valence d'Agen via Beaumont de Lomagne, pour 152 kilomètres. La victoire revient à David Bréard, qui parvient à contenir Gilles Canouet et Denis Robin. Le parcours est exigeant et sillonne à travers la Lomagne. Le lendemain matin, le peloton s'élance de Valence d'Agen vers Caussade, la Cité du Chapeau, pour 76 kilomètres escarpés dans les contreforts du Quercy. Le néo-zélandais Jeremy Yates s'offre un succès d'estime en solitaire tandis que Gilles Canouet revêt le maillot jaune de leader. L'après-midi, Cyril Lemoine s'extirpe d'un peloton nerveux mais épuisé et file vers la victoire à Montauban, après une demi étape de 102 kilomètres disputée sur les hauteurs de la préfecture Tarn et Garonnaise. Derrière lui, Tom Stubbe, Hervé Duclos-Lassalle et Cédric Coutouly s'arrachent. Ce dernier l'emporte au général : c'est son premier succès majeur. Les écarts sont impressionnants, puisque le neuvième, Julien Mazet, navigue à plus de dix minutes,.
Mathieu Perget, le régional de l'étape puisque natif de Montauban, se dévoile au grand jour pour la première fois en terminant neuvième à Caussade. Il passera professionnel deux années plus tard au sein de l'équipe cycliste Caisse d'Épargne. En revanche, le club organisateur déçoit. Olivier Asmaker (deuxième huit ans plus tôt en 1996) et Stéphane Barthe, vieillissants, ne parviennent pas à emballer la course sur leur terrain d'entraînement. Cette édition exceptionnelle apporte toutefois une nouvelle envergure à la course, mais cache un avenir plus sombre.
L'année suivante, en 2005 le budget ne permet pas de renouveler la formule à étapes et il est décidé de passer à un nouveau format : la course d'un jour ou classique. L'épreuve obtient le statut Open, qui lui permet de mêler coureurs amateurs et professionnels. Le breton Stéphane Pétilleau, en grand forme cette année-là, écrase la course. C'est au niveau de Bruniquel et des Gorges de l'Aveyron, que le breton effectuait une première accélération. Dix coureurs se retrouvent à l'avant, dont pas moins de cinq coureurs de l'équipe Bretagne Jean-Floc'h, du futur vainqueur. Avec trois coureurs, l'équipe nationale de Russie est en embuscade. La course est intense, et peu après le village de Penne, un coureur tarbais, Joshua Wilson, plonge dans un ravin et abandonne. Dans la montée d'Ornano, après Cazals, le futur champion de Russie Vladislav Borisov se retrouve isolé et cerné par trois coureurs de Bretagne Jean-Floc'h encore : on retrouve Carl Naibo, Yann Pivois et Stéphane Pétilleau donc. Une fois les difficultés majeures franchies, à l'entrée de Bioule, ils comptent 1 minute 15 secondes d'avance sur les poursuivants, éparpillés. Dans la traversée de Lamothe-Capdeville et sa plage, la chaleur est à son paroxysme et l'écart fond à son tour : plus que 44 secondes. Dans les faubourgs précédant Montauban, Stéphane Pétilleau porte l'estocade finale et s'envole vers un succès d'estime. Borisov s'arrache pour la deuxième place tandis que les accessits vont aux coéquipiers du vainqueur, dont Yann Pivois le breton, déjà troisième l'année passée. Le Néo-Zélandais Scott Lyttle est récompensé par le maillot de la combativité. 
En 2006, le parcours reste inchangé en grande partie. La course est débridée, et une échappée de neuf se forme très tôt. Dans l'ultime ascension, la Côte du Chateau à Loubejac, le roannais Benoît Luminet s'extirpe en compagnie du Kazakh Sladkov. Quelques kilomètres plus loin, sur le Cours Foucault, arrivée célèbre de l'épreuve empruntée pour la dernière fois, Benoît Luminet bat au sprint le Kazakh Yevgeniy Sladkov, qui passe pro peu de temps après au sein de l'équipe Astana après avoir terminé les Championnats du monde de Madrid en fin de saison. Derrière ces deux hommes, on note la présence de Jérôme Coppel et de Maxim Gourov qui vont se disputer les places d'honneur. Luminet déclare aux journalistes présents, à propos du manque d'implication de certains coureurs dans l'échappée en raison du surnombre créé par l'équipe du vainqueur le CR4C Roanne, « Ils n'ont pas dû avoir beaucoup mal aux jambes ! ».
Par la suite, le format d'une journée semble définitivement ancré. Le régional Jean-Luc Delpech remporte l'épreuve au sprint en 2007, suivi l'année suivante de Charly Lebrun,. Une nouveauté voit le jour la même année : le Tour du Tarn et Garonne accueille les catégories inférieures (minimes et cadets) juste avant l'arrivée élite, en guise de course d'attente pour le public. Un parcours leur est réservé, tracé en circuit autour de la ligne d'arrivée. Cette formule est toutefois abandonnée en 2008 et 2009, avant d'être de nouveau mise en place en 2010.
En 2009, sous la canicule, la course s'élance de Nègrepelisse vers les Gorges de l'Aveyron. Soixante-dix coureurs sont au départ. Le parcours, après avoir emprunté les difficiles Gorges de l'Aveyron, se termine par les côtes du Château à Piquecos et de Vialette depuis Loubéjac. Une échappée de neuf coureurs parvient à s'extirper dès la mi-course. Le peloton, trop passif car désorganisé, ne parvient pas à revenir sur la tête et concède plus de quatre minutes. Dans l'ultime côte, le Champion de Midi-Pyrénées Yoann Barbas s'échappe. Cependant, et à la faveur des replats ventés du circuit d'arrivée, long de quatre kilomètres et à parcourir quatre fois, ce dernier voit revenir sur lui le local Rémi Badoc. Épuisé par ses efforts répétés, Barbas laisse filer Badoc, qui l'emporte légèrement détaché devant un duo composé de Loïc Desriac, deuxième et meilleur sprinteur, et le perpignanais Jonathan Genthon, troisième et meilleur jeune. Badoc avouera devant les journalistes présents qu'il espérait faire un grand résultat, sachant que la course passait à deux reprises dans son village natal, Montricoux. L'année suivante, il raccroche finalement avec le cyclisme et l'épreuve tarn-et-garonnaise reste comme l'un des plus grands succès de sa courte carrière. Il convient de noter que c'est l'une des rares éditions où aucun coureur professionnel n'était au départ. Cela s'explique par le déplacement exceptionnel de la course le jour même des Championnats de France de cyclisme sur route, disputés à Saint-Brieuc.

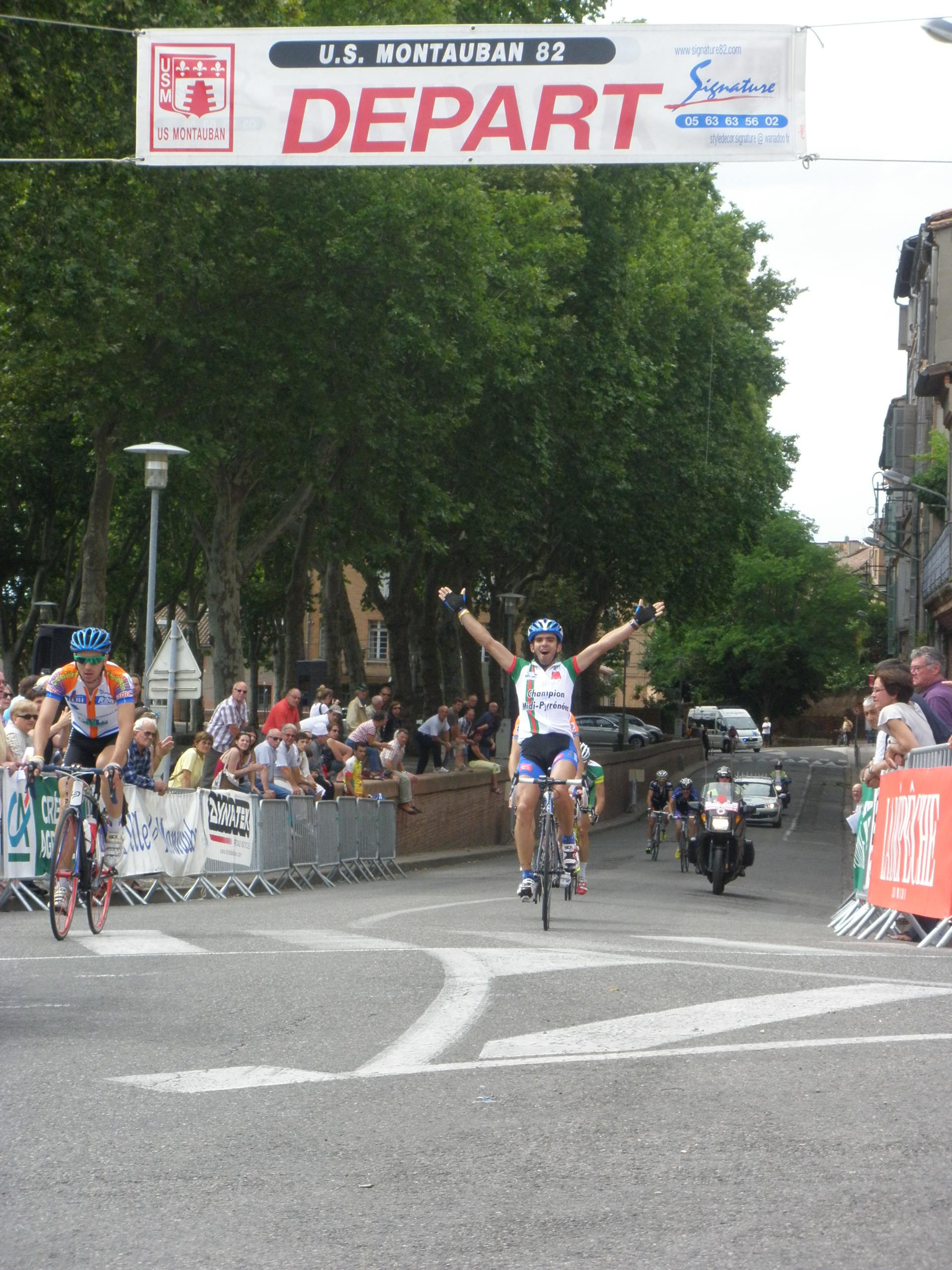
Fabien Fraissignes, champion de Midi-Pyrénées l'emporte devant Mickaël Szkolnik en 2011 à Montauban.

Malgré les turbulences économiques, l'édition 2010 se déroule bien le 13 juin 2010 entre le petit village perché de Lafrançaise et Montauban sur une distance de plus de 163 kilomètres (152 prévus à l'origine) pour 1600 mètres de dénivelé positif. Cette 22e édition est l'une des attrayante au point de vue sportif. On compte 89 coureurs de 17 équipes au départ, dont pas moins de quatorze professionnels ou ex-professionnels. Depuis la dernière édition disputée en plusieurs étapes, le plateau au départ n'avait pas été aussi prestigieux. L’équipe professionnelle BigMat-Auber 93, qui sort d’un stage en montagne pour préparer la Route du Sud, fait d’ores et déjà figure d’épouvantail, avec notamment Julien Mazet, Johan Mombaerts ou Maxime Méderel. Outre l’équipe francilienne, c’est bien toute l’élite amateur du Sud de la France qui a fait le déplacement : Entente Sud Gascogne, Albi VS, GSC Blagnac, CC Marmandais, Martigues SC, CA Castelsarrasin, Mosaic-Diffusion.com-Top 16, CR4C Roanne et bien sûr le club organisateur avec ses onze coureurs, l’US Montauban. Côté favoris, quelques noms se dégagent : Carl Naibo et Johan Mombaerts principalement, mais aussi Nicolas Crosbie, Jean Mespoulède, Christophe Laurent, Mickaël Szkolnik, Benoît Luminet, Nikolay Mihaylov, Anthony Langella, Yohan Cauquil, Sylvain Georges ou encore le champion de Midi-Pyrénées Romain Sdrigotti. Le départ réel est donné à 13h05 dans la vallée menant à Moissac sous un temps nuageux, venté et orageux. Le vent souffle fort de face et les tentatives d’échappées se heurtent à un peloton qui cadenasse véritablement la course. Quarante-quatre kilomètres sont parcourus dans la première heure de course. C'est dans la côte de Gasques que la course prend forme. Sept coureurs parviennent à se dégager, à savoir Carl Naïbo (US Montauban), Julien Mazet et Maxime Méderel (BigMat-Auber 93), Yohan Cauquil et Yann Durand (Martigues SC), Jean Mespoulède (CC Marmandais) et enfin le jeune espoir Guillaume Bonnet (Vulco-VC Vaulx-en-Velin). L'écart est d'une minute dans l'exigeante côte de Roquecor. Par la suite, l'écart fluctue mais les hommes de tête parviennent à creuser l'écart dans les deux dernières côtes du parcours, celles du Château et de Vialette. Les cinq tours de circuit sont avalés à vive allure et dans le dernier tour, face au vent, le local Carl Naibo s'extirpe et l'emporte avec quelques longueurs d'avance devant un Julien Mazet très affuté et Yohan Cauquil. Jean Mespoulède, déjà troisième en 2007 sur cette même arrivée, termine quatrième.
Sur un parcours moins exigeant traversant les coteaux de la Lomagne, l'édition 2011 dont l'arrivée est jugée pour première fois depuis un grand nombre d'années dans le centre-ville même de Montauban, au terme d'un circuit de 3,8 kilomètres à parcourir trois fois avec comme difficulté la Côte de Sapiac, on retrouve les mêmes protagonistes que l'année précédente, à savoir Julien Mazet (GSC Blagnac), Jean Mespoulède (CC Marmandais) et Carl Naïbo (US Montauban). Ces trois hommes forts, malgré de nombreuses tentatives d'attaques, ne parviennent pas à se défaire de l'homme en forme du moment, Fabien Fraissignes (GSC Blagnac), champion régional la semaine précédente à Bagnères-de-Bigorre, lui-même accompagné du sprinteur Mickaël Szkolnik (Entente Sud Gascogne). Ils terminent dans cet ordre au terme des 146,6 kilomètres parcourus à vive allure, tandis que Romain Leroy, coéquipier de Naibo, prend place sur la troisième marche du podium,.
L'édition 2012 est annulée, l'US Montauban privilégiant l'organisation du championnat régional élite de Midi-Pyrénées sur le circuit du Fau à Montauban, où s'était disputé un contre la montre mémorable à l'occasion de la Route du Sud 1999 avec la participation de Lance Armstrong, d'Alexandre Vinokourov et de Tyler Hamilton notamment. En 1976, s'étaient également disputés au même endroit les Championnats de France de cyclisme sur route avec la victoire de Guy Sibille devant Alain Meslet.
L'année suivante en 2013, l'US Montauban privilégie une nouvelle fois l'organisation des Championnats régionaux à Lauzerte, remportés par Julien Loubet.
Le club organisera encore les championnats de Midi-Pyrénées jusqu'en 2017 avant sa disparition fin 2018, après remerciement de la municipalité de Montauban de son dirigeant Max Carcy. Ce dernier décède le 21 mai 2022 à Montbeton, marquant l'arrêt définitif de toute organisation liée à l'USM Cyclisme dont le Tour du Tarn-et-Garonne. 

## Organisation
L'US Montauban Cyclisme 82 organise l'épreuve depuis sa création. Max Carcy réunit une équipe d'une vingtaine de personnes ainsi que de nombreux bénévoles pour assurer la sécurité, le fléchage, le montage des installations et le podium. Les services départementaux, le conseil départemental et la municipalité apportent leur soutien. Ces dernières années, une mini caravane publicitaire ouvre le parcours quelques minutes avant le passage des coureurs.

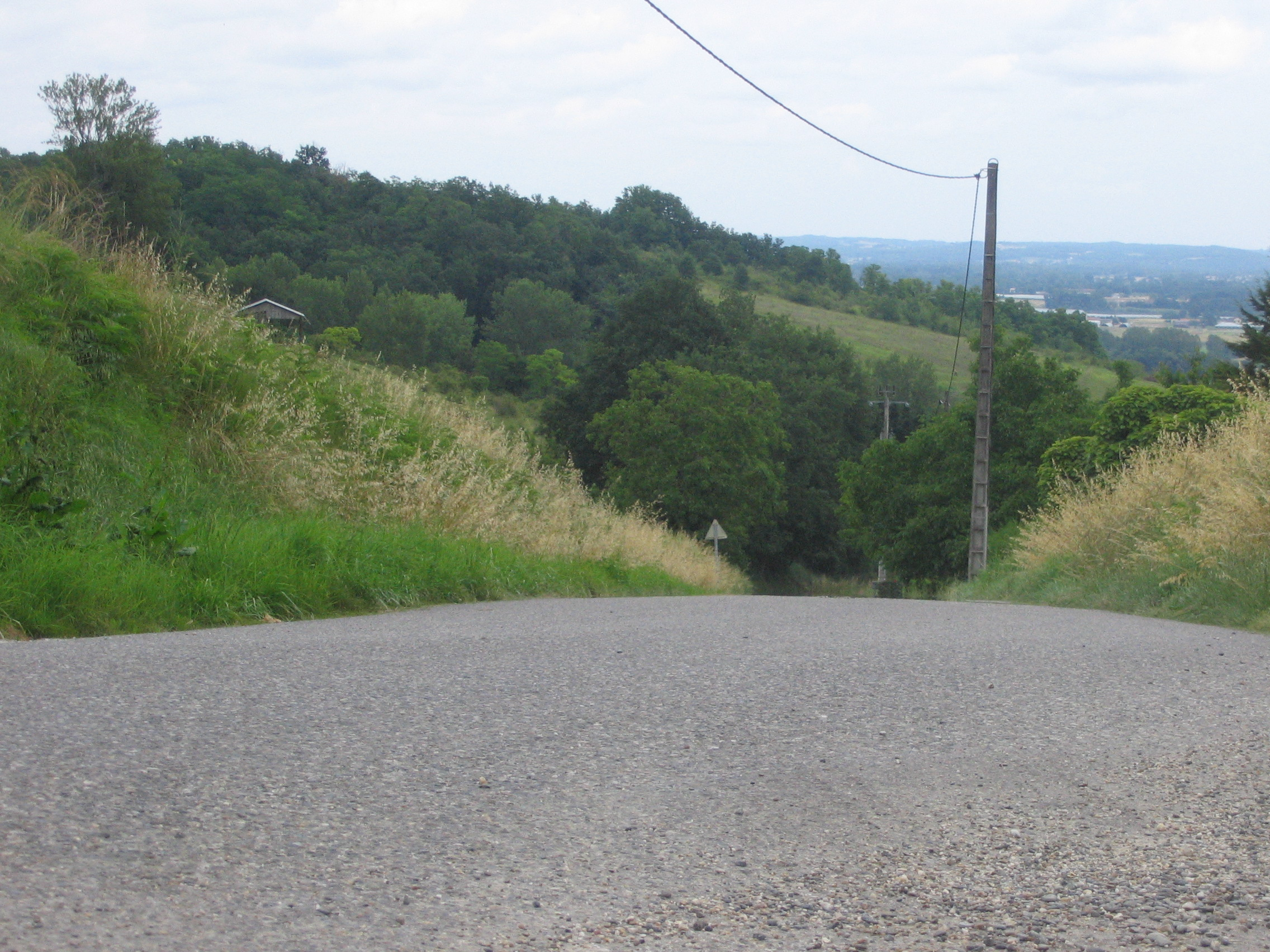
La Côte de Vialette, l'ultime côte avant l'arrivée à Montauban.

La ligne d'arrivée, par le passé jugée à l'extrémité d'une ligne droite de plus de deux kilomètres le long du Cours Foucaut à Montauban et qui avait été utilisée pour le Tour de France 1998, a dû être déplacée dès 2007 sur le Boulevard de Chantilly pour des raisons techniques. Elle offrait alors une ligne droite finale de six cents mètres mais attirait moins de public du fait de sa situation en périphérie de la ville. Pour l'édition 2011, l'arrivée fait son retour en plein centre ville de Montauban. 
Une épreuve cycliste d'ouverture réservée aux minimes et cadets est organisée en prélude de l'arrivée de l'épreuve élite sur un circuit tracé aux alentours de la ligne d'arrivée, Boulevard de Chantilly à Montauban.
Une mini-caravane publicitaire précède la course. Elle est composée de quinze véhicules en 2010 et distribue quelques cadeaux aux spectateurs présents tout au long du parcours. Elle est sponsorisée par les partenaires principaux de l'épreuve.
En 2009, les organisateurs mettent en place un plan en trois ans pour que la course balaye plus amplement le département. Pour l'édition 2009, le Tour se dirige vers les Gorges de l'Aveyron, en 2010 vers le Quercy tandis que l'année 2011 verra l'épreuve se diriger vers la Lomagne. Le souhait de l'organisateur étant de "changer de tracé chaque année afin de faire voir du vélo à tout le monde".
Le budget de l'épreuve oscille entre 20 et 30 000 euros. Il est de 22 000 euros pour l'édition 2010, mais l'organisateur concède avoir de plus en plus de difficultés à mettre sur pied la course. La 22e édition, présentée le 31 mai 2010, est marquée par la difficulté financière. Max Carcy émet des doutes sur la pérennité de l'épreuve et juge une annulation de l'édition 2011 envisageable, ce qui ne se produit finalement pas, malgré un budget serré. Il faut finalement attendre 2012 pour voir l'édition annulée deux années consécutives.

## Classements et maillots
Hormis l'édition 2004 disputée par étapes, la course se dispute sous la forme d'une course d'un jour. Malgré tout, différents maillots et prix récompensent les coureurs. Ils sont remis à l'issue de l'épreuve sur le podium protocolaire et sont sponsorisés par les entreprises, commerces et enseignes emblématiques de Tarn-et-Garonne.
- Maillot bleu

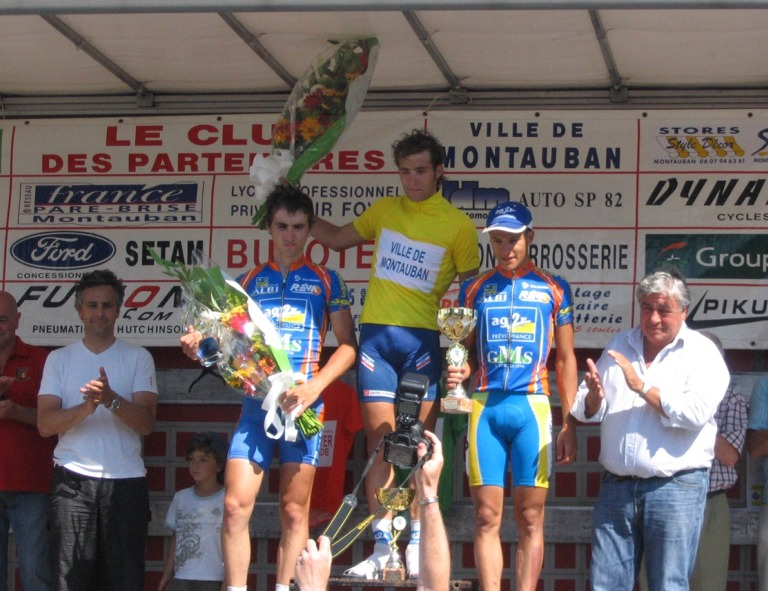
Le podium final du Tour de Tarn-et-Garonne 2009 : Loïc Desriac (2e), Rémi Badoc (1er) et Jonathan Genthon (3e).

Le maillot bleu (remplace dès 2010 le maillot jaune) récompense le vainqueur de la course.

- Classement par points

Le maillot vert récompense le vainqueur des points chauds. Il s'agit généralement d'un sprinteur ou d'un puncheur.
- Grand Prix de la Montagne

Le maillot à pois récompense le coureur le plus régulier sur l'ensemble des côtes disséminées tout au long du parcours.
- Classement du meilleur jeune

Le maillot blanc récompense le premier coureur de moins de vingt-trois ans (catégorie espoirs) au classement final.
- Meilleur coureur montalbanais

Le premier coureur de l'US Montauban Cyclisme 82 au classement final est récompensé par ce prix.
- Prix de la combativité

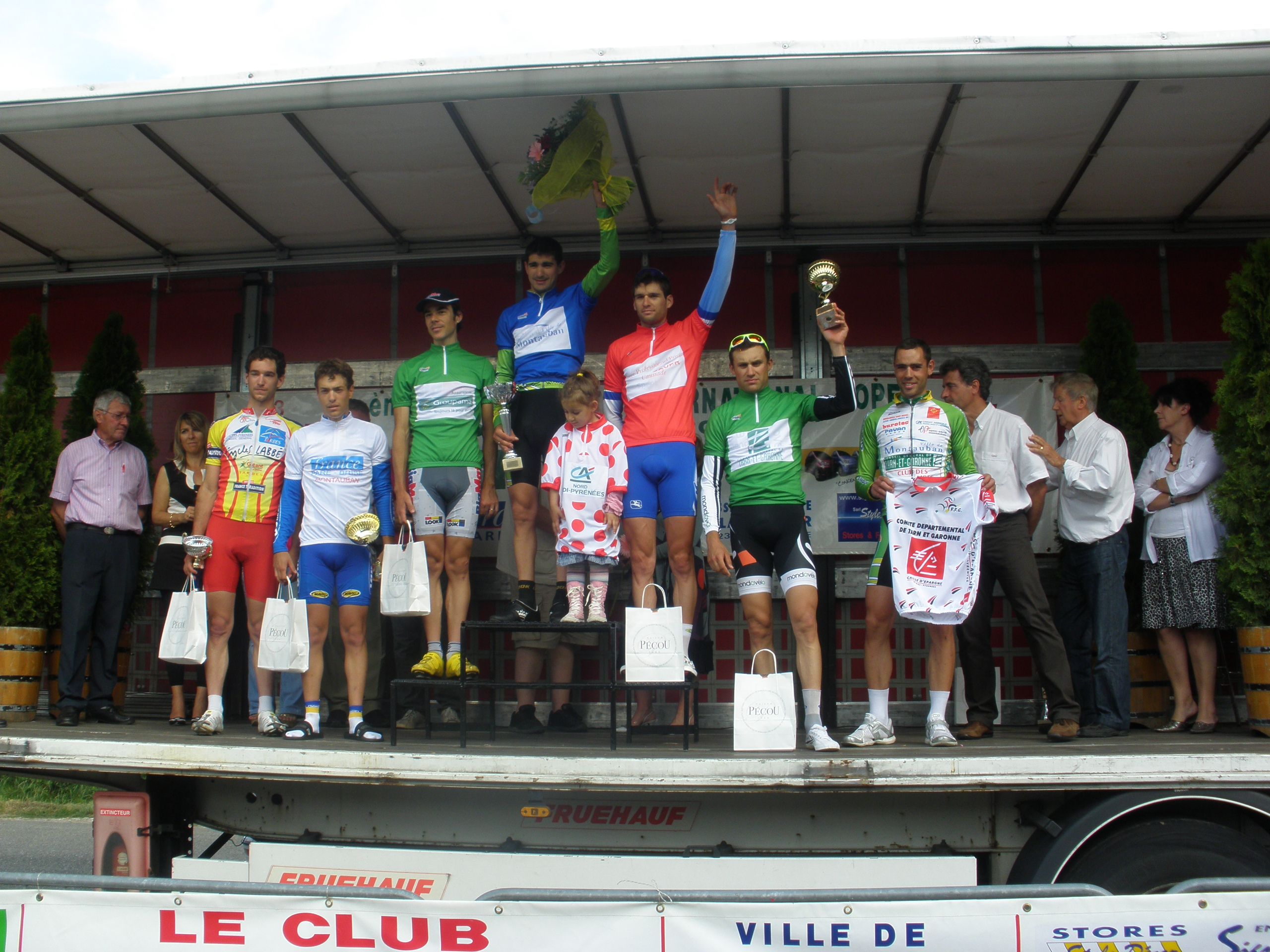
Le podium final du Tour de Tarn-et-Garonne 2010 : Julien Mazet, Carl Naibo, Yohan Cauquil et Jean Mespoulède.

Il récompense le plus combatif de l'épreuve. Le prix est sponsorisé par le lycée privé Clair-Foyer de Caussade, qui héberge par ailleurs plusieurs équipes en marge de l'épreuve. C'est un jury composé de sponsors, journalistes et organisateurs, ayant suivi l'attitude des coureurs durant la course, qui décerne le trophée.
- Prix du kilomètre 82

Un sprint est organisé au quatre-vingt-deuxième kilomètres de la course, en référence au numéro de département de Tarn-et-Garonne. Le vainqueur de ce sprint est récompensé par ce prix. Dès 2010, un maillot vert aux couleurs du département est remis au vainqueur.
- Meilleur coureur de deuxième catégorie

Le meilleur coureur de deuxième catégorie au classement final est récompensé par ce prix.
- Championnats départementaux

À l'occasion du Tour de Tarn-et-Garonne, seule épreuve élite du département, le premier coureur tarn-et-garonnais se voit décerner le maillot de Champion de Tarn-et-Garonne pour la saison en cours.

## Principales côtes
Côte du Château, Piquecos, 1 kilomètre 350 à 7,9 %, altitude 177 mètres

 Côte de Lafrançaise, Lafrançaise, 3 kilomètres 150 à 4,9 %, altitude 192 mètres

 Côte de Saint-Georges, Lafrançaise, 1 kilomètre 300 à 9,9 %, altitude 189 mètres

 Côte du Fau, Montauban, 5 kilomètres 850 à 3,2 %, altitude 201 mètres

 Côte de Saint-Nauphary, Saint-Nauphary, 3 kilomètres 540 à 3,3 %, altitude 199 mètres

 Côte de Charros, Saint-Nauphary, 3 kilomètres 420 à 3,6 %, altitude 203 mètres

 Côte de Reynies, Reynies, 1 kilomètre 100 à 9,5 %, altitude 191 mètres

 Côte de Vaour, Montricoux, 5 kilomètres 450 à 4,9 %, altitude 342 mètres

 Côte d'Ornano, Cazals, 675 mètres à 14,7 %, altitude 297 mètres

 Côte de Bastide, Penne, 3 kilomètres 990 à 4,9 %, altitude 335 mètres

 Côte Vieille, Saint-Antonin-Noble-Val, 3 kilomètres 570 à 4,7 %, altitude 298 mètres

 Côte de la Corniche, Saint-Antonin-Noble-Val, 3 kilomètres 100 à 6,5 %, altitude 344 mètres

 Côte du Château, La Salvetat-Belmontet, 2 kilomètres 600 à 3,6 %, altitude 204 mètres

 Côte d'Esparsac, Esparsac, 6 kilomètres 350 à 3,1 %, altitude 239 mètres

 Côte de Lavit, Lavit,1 kilomètres 850 à 7,6 %, altitude 224 mètres

 Côte de Vialette, Lamothe-Capdeville, 1 kilomètre 400 à 6,4 %, altitude 171 mètres

 Côte de Vialette, Piquecos, 1 kilomètre 450 à 6,3 %, altitude 171 mètres

 Côte de Mirabel, Lamothe-Capdeville, 2 kilomètres 375 à 4,1 % altitude 182 mètres

 Côte de la Montagnère, Larrazet, 1 kilomètre 480 à 6,1 %, altitude 177 mètres

 Côte de la Piô, Montauban, 585 mètres à 11,3 %, altitude 150 mètres

Côte de Roquecor, Roquecor, 1 kilomètre 315 à 7,1 %, altitude 210 mètres

Côte de Saint-Laurent, Moissac, 2 kilomètres 350 à 4,2 %, altitude 210 mètres

Côte de Gasques, Valence d'Agen, 1 kilomètre 500 à 6,5 %, altitude 175 mètres

## Parcours

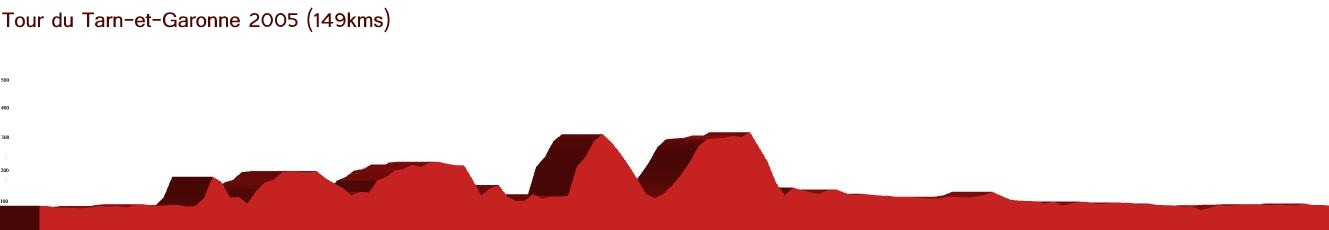
Le parcours du Tour de Tarn-et-Garonne 2005, remporté par Stéphane Pétilleau le 12 juin 2005.

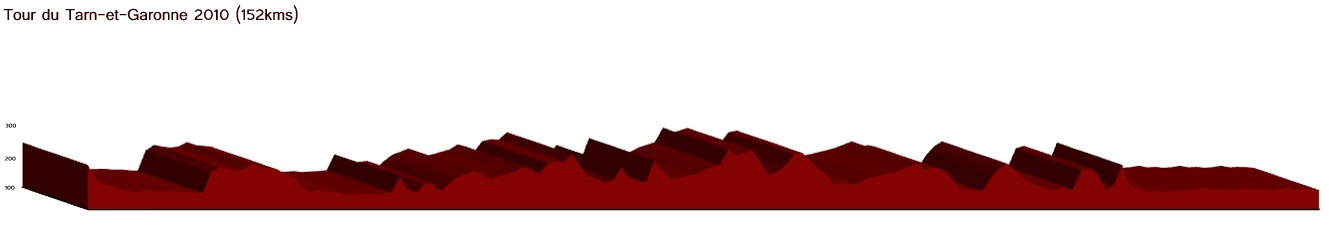
Le parcours du Tour de Tarn-et-Garonne 2010, remporté par Carl Naibo le 13 juin 2010.

## Palmarès
| Année | Vainqueur            | Equipe                   | Deuxième               | Troisième            | Moyenne     |
| 1987  | Jean-Charles Bezard  | VC Corbeil Essonnes      | Hubert Graignic        | Pascal Andorra       |             |
| 1988  | Marcel Kaikinger     | Auvergne                 | Olivier Bournot        | Pascal Faure         |             |
| 1989  | Roger Tréhin         | CVG Lorient              | Marc Péronin           | Jean-Philippe Rouxel |             |
| 1990  | Czesław Rajch        | Pologne                  | André Urbanek          | Laurent Mazeaud      |             |
| 1991  | Thomas Bay           | Danemark                 | Dominique Chignoli     | Cyril Sabatier       |             |
| 1992  | Laurent Roux         | Midi-Pyrénées            | Pascal Andorra         | Philippe Lepeurien   |             |
| 1993  | Sylvain Briand       | Côtes d'Armor            | Pascal Peyramaure      | Christophe Dupouey   |             |
| 1994  | Christophe Lanxade   | US Montauban Cyclisme 82 | Francis Bareille       | Didier Aumenier      |             |
| 1995  | Christophe Bassons   | Midi-Pyrénées            | Jean-François Laffillé | Vincent Bodeau       |             |
| 1996  | David Delrieu        | Côtes d'Armor            | Olivier Asmaker        | Hristo Zaikov        |             |
| 1997  | Frédéric Delalande   | Équipe de France Police  | Franck Trotel          | Julien Almansa       |             |
| 1998  | Walter Bénéteau      | Vendée U                 | Pascal Pofilet         | Alexandre Botcharov  |             |
| 1999  | Nicolas Dumont       | CC Étupes                | Mickaël Pichon         | Sébastien Pineau     |             |
| 2000  | Course annulée       |                          |                        |                      |             |
| 2001  | Pascal Peyramaure    | VS Chartres              | Dimitar Dimitrov       | Tomasz Kaszuba       |             |
| 2002  | Tomasz Kaszuba       | US Montauban Cyclisme 82 | Christophe Dupouey     | Paul Manning         |             |
| 2003  | Course annulée       |                          |                        |                      |             |
| 2004  | Cédric Coutouly      | Agritubel                | Samuel Rouyer          | Yann Pivois          | 42,956 km/h |
| 2005  | Stéphane Pétilleau   | Bretagne-Jean Floc'h     | Vladislav Borisov      | Yann Pivois          |             |
| 2006  | Benoît Luminet       | CR4C Roanne              | Yevgeniy Sladkov       | Paweł Wachnik        |             |
| 2007  | Jean-Luc Delpech     | Bretagne Armor Lux       | Grzegorz Kwiatkowski   | Jean Mespoulède      | 39,703 km/h |
| 2008  | Charles-Henri Lebrun | Top 16                   | Romain Sdrigotti       | Pierre Cazaux        | 44,429 km/h |
| 2009  | Rémi Badoc           | Entente Sud Gascogne     | Loïc Desriac           | Jonathan Genthon     | 40,635 km/h |
| 2010  | Carl Naibo           | US Montauban Cyclisme 82 | Julien Mazet           | Yohan Cauquil        | 42,292 km/h |
| 2011  | Fabien Fraissignes   | GSC Blagnac              | Mickaël Szkolnik       | Romain Leroy         | 42,870 km/h |
| 2012  | Course annulée       |                          |                        |                      |             |
| 2013  | Course annulée       |                          |                        |                      |             |

### Statistiques
Victoires par nations
- France : 20 (Fabien Fraissignes en 2011)
- Pologne : 2 (Czeslaw Rajch en 1990 et Thomasz Kaszuba en 2002)
- Danemark : 1 (Thomas Bay en 1991)

Victoires d'étapes
- 2 : Francis Bareille
- 2 : Franck Champeymont
- 2 : Slawomir Krawczyk
- 2 : Paul Manning
- 2 : Laurent Mazeaud
- 2 : Denis Pelizzari
- 2 : Franck Tognini

58 étapes courues en 15 éditions non disputées sous la forme d'une course d'un jour (1987 à 2004).
Les éditions les plus rapides
- 2008 :  Charly Lebrun, les 149,7 kilomètres en 3 h 22 min 10 s (44,429 km/h)
- 2004 :  Cédric Coutouly, les 329 kilomètres en 7 h 39 min 33 s (42,956 km/h)
- 2011 :  Fabien Fraissignes, les 146,9 kilomètres en 3 h 25 min 36 s (42,870 km/h)
- 2010 :  Carl Naibo, les 163 kilomètres en 3 h 51 min 15 s (42,292 km/h)
- 2009 :  Rémi Badoc, les 139,8 kilomètres en 3 h 26 min 27 s (40,635 km/h)

Villes étapes
- Montbeton : 2 départs (1999 et 2008)
- Virac (Tarn) : 1 arrivée (2002)
- Agen (Lot-et-Garonne) : 1 arrivée (2002)
- Donzac :  : 1 arrivée (1999)
- Lamothe-Capdeville : 1 départ (2005)
- Nègrepelisse : 1 départ (2009)
- Montauban : 23 arrivées et départs (1987 à 2011)
- Caussade : 1 arrivée, 1 départ (2004)
- Valence d'Agen : 1 arrivée, 1 départ (2004)
- Septfonds : 2 arrivées, 1 départ (1999)
- Moissac : 1 arrivée, 2 départs (1999)
- Lafrançaise : 1 départ (2010)
- Albefeuille-Lagarde : 1 départ (2011)

Les coureurs professionnels ayant participé
- Christophe Rinero - Olivier Asmaker - Julien Loubet - Nicolas Crosbie - Jean-Luc Delpech - Laurent Roux - Christophe Bassons - Walter Bénéteau - Cédric Coutouly - Stéphane Pétilleau - Jérôme Coppel - Yannick Talabardon - Julien Mazet - Blel Kadri - Hervé Duclos-Lassalle - Geoffroy Lequatre - Stéphane Barthe - Mathieu Perget - Mickaël Szkolnik - Anthony Langella - Sébastien Portal - Noan Lelarge - Cyril Lemoine - Ludovic Auger - Charles Guilbert - Antoine Dalibard - David Le Lay - Mickaël Szkolnik - Stéphane Bonsergent - Sébastien Duret - Niels Brouzes - Carl Naibo - Yann Pivois - Johan Mombaerts - Thomas Davy - Didier Virvaleix - Pierre Cazaux - Maxime Méderel - Jean-Marc Marino - Alexandre Blain - Jean Mespoulède - Cyril Bessy - Stéphane Poulhiès - Mickaël Pichon - Ludovic Turpin - Loïc Desriac - Denis Robin - Gilles Canouet - Laurent Estadieu - Dimitri Le Boulch - Christophe Laurent - Nicolas Crosbie - Yohan Cauquil - Thomas Bonnin - Benoît Luminet - Sylvain Georges - Paul Poux - Hubert Graignic -  Christophe Dupouey - Anthony Perez - Marcel Kaikinger - David Delrieu - Lénaïc Olivier - David Bréard - Laurent Paumier - Loïc Lamouller - Guillaume Faucon
- Alexandre Botcharov - Eduard Vorganov - Vladislav Borisov - Evgeny Sokolov - Alexander Khatuntsev - Mikhail Timochine
- Scott Lyttle - Christopher Jenner - Jeremy Yates - Timothy Gudsell -  George Bennett
- Maxim Gourov - Yevgeniy Sladkov
- James Spragg - Paul Manning
- Saul Raisin
- Tom Stubbe
- François Parisien
- Eddy Lembo
- Ramuntxo Garmendia
- Lars Pria
- Giuseppe Ribolzi

## Impact
La course est principalement couverte par les journaux locaux, comme La Dépêche du Midi. Néanmoins, elle fait l'objet d'un suivi particulier par les sites web spécialisés en cyclisme. Le site «DirectVélo.com» a ainsi retransmis l'édition 2009 et 2010 en direct écrit sur internet, et ce pour la première fois,.
De plus, l'épreuve est l'unique course cycliste ouverte aux professionnels dans le département. Elle est donc particulièrement attendue au niveau local et régional ce qui se traduit par l'attribution du maillot de Champion départemental pour l'année en cours au meilleur coureur tarn-et-garonnais.

## Sécurité
À la suite d'un accident mortel survenu sur la course locale d'ouverture, le Grand Prix de Montauban-Lafrançaise en mars 2004, le président de l'US Montauban Cyclisme 82, Max Carcy, s'était alors interrogé sur la nécessaire présence des voitures sur les courses régionales: « Je vais être très sévère, mais je suis contre la présence de voitures sur les courses individuelles. Ils veulent imiter le haut niveau avec des moyens inférieurs. Je suis 80 courses par an et j'ai l'habitude rouler dans ces conditions. Hier encore, à Bordeaux-Saintes, j'ai doublé un peloton de 180 coureurs. On a des habitudes et des réflexes que les néophytes n'ont pas ».

La course n'a jamais été émaillée par un accident majeur. Toutefois, quelques chutes sont restées dans les mémoires. La traversée des Gorges de l'Aveyron, dans des routes parfois sinueuses, mène à quelques chutes sans gravité. Ce fut notamment le cas Joshua Wilson en 2005. Le coureur tarbais plongea dans un ravin peu après le village tarnais de Penne et abandonna.
Lors de l'édition 2010, une quinzaine de motos ainsi qu'une cinquantaine de signaleurs assuraient la sécurité et le bon déroulement de la course.

## Dopage
Le 13 juin 1999 au petit matin, alors que l'épreuve se déroule alors par étapes, des contrôleurs mandatés par la Fédération française de cyclisme procèdent à une série de contrôles antidopage, dont des contrôles sanguins, sur treize coureurs de quatre équipes : le CC Étupes, le CC Chatillon, l'ASPTT Montpellier et le SO Charvieu-Chavagneu. À la suite de ce contrôle d'envergure pour une épreuve amateurs, deux coureurs ont un hématocrite supérieur à la norme autorisé de 50 %. Les deux coureurs, Frédéric Morel (SO Charvieu-Chavageux) et Franck Champeymont (CC Chatillon) sont exclus de l'épreuve et déclarés « inaptes au travail ». Le peloton s'élance sous le choc, car le leader de la course vient d'être exclu. C'est alors Nicolas Dumont qui occupe la première place du classement général et qui va finalement l'emporter.